# آزمایشگاه متالورژی
آزمایشگاه متالورژی (انگلیسی: Metallurgical Laboratory) با نام مخفف (Met Lab) یک آزمایشگاه تحقیقاتی بود که در فوریه سال ۱۹۴۲ و در دانشگاه شیکاگو جهت مطالعه بر روی عنصر تازه کشف شده پلوتونیم، تأسیس گردید. تحقیقات این آزمایشگاه منجر به ابداع روش‌هایی نوین در تولید راکتورهای اتمی برای تولید این عنصر و نیز روش‌هایی جهت جداسازی آن از دیگر عناصر گردید.